# Potomac (folyó)
A Potomac (IPA: [pəˈtoʊmək] kiejtéseⓘ) folyó az Amerikai Egyesült Államok keleti partvidékének közelében. A hozzá kötődő gazdag történelmi örökség miatt „a Nemzet Folyója” néven is ismert. Hossza mintegy 665 km, vízgyűjtő területe 38 000 km².  Vízgyűjtője alapján az USA keleti partvidékének negyedik legnagyobb folyója, az egész Egyesült Államokat tekintve pedig a 21. A vízgyűjtő területén több mint ötmillió ember él.

## Neve

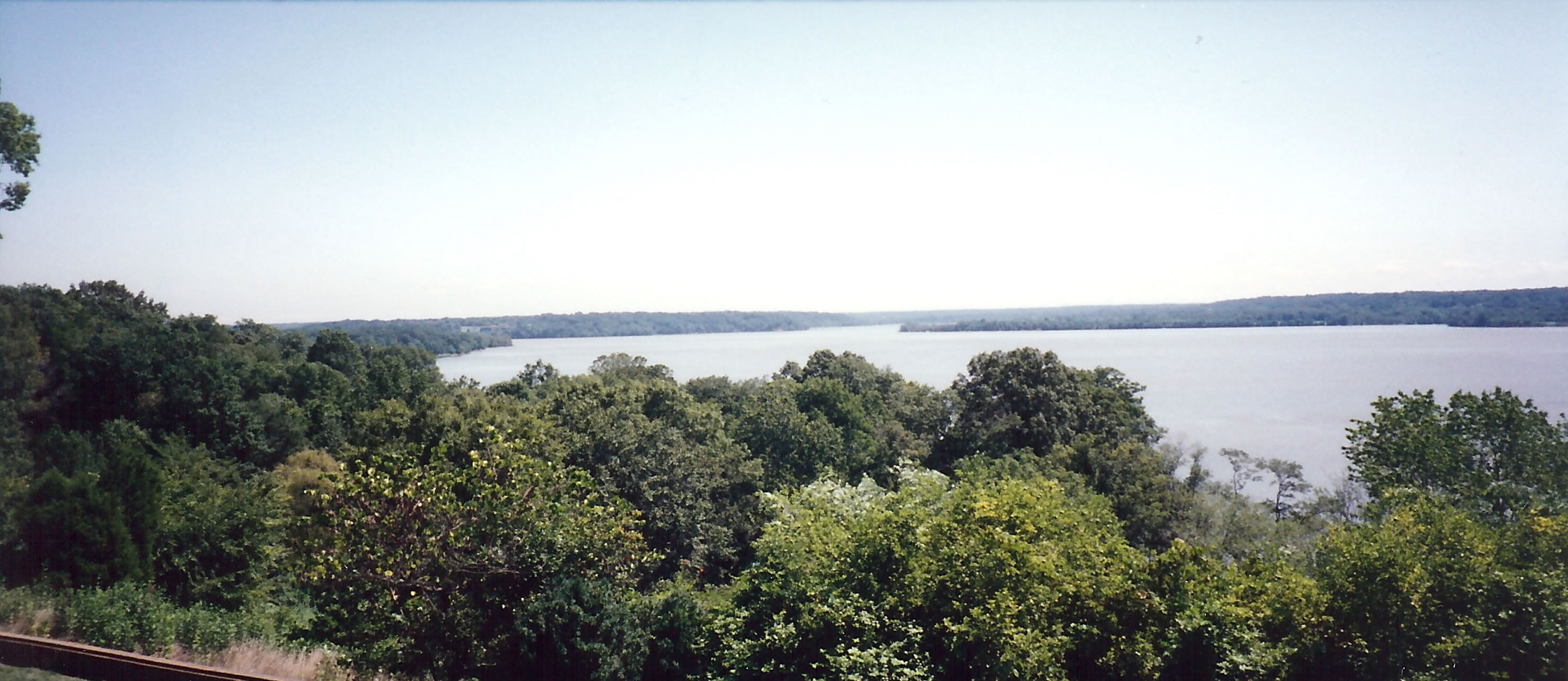
A Potomac látképe Mount Vernonból

A „Potomac” egy algonkin név európai írásváltozata. A név eredetileg egy, a póheten indiánok szövetségéhez tartozó törzsre utalt, amely a Northern Neck félsziget felső részében lakott, a mai Fredericksburg közelében. Egyes beszámolók szerint a név jelentése „a hely, ahol kereskednek”, vagy „a hely, ahová az adót viszik”
A bennszülöttek a vízesések felett Cohongarooton néven emlegették a folyót, amelynek jelentése „ludak folyója”.
Az évek folyamán a név a John Smith kapitány 17. századi térképén szereplő Patawomake alakról Patawomeck, majd Patowmack alakra egyszerűsödött, de más névalakok is előfordultak. A hivatalos Potomac nevet 1931-ben állapította meg a Földrajzi Nevek Tanácsa (Board on Geographic Names).

## Földrajza

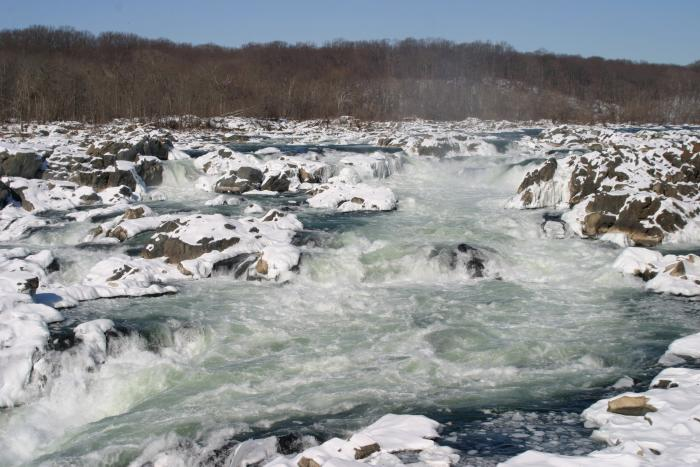
A Potomac Nagy Vízeséseinek vidéke télen, Washingtontól 22 kilométerre

A Potomacnek két forrása van: az északi ág a Fairfax-kőnél ered, Grant, Tucker és Preston megyék határainak találkozásánál. A déli ág forrása Hightown falu közelében van, a virginiai Highland megye északi részében. A két ág a nyugat-virginiai, Hampshire megyei Green Springstől keletre egyesül. A Fairfax-kőtől számítva a folyó hossza 616 kilométer, a marylandi Point Lookout Állami Parkig.
A folyó egyes szakaszai határt képeznek a bal parton elterülő Maryland és Washington, illetve a jobb partjon lévő Nyugat-Virginia és Virginia között. Teljes alsó szakasza Maryland állam része, kivéve egy kis árteret Washingtonban. Egy kicsi Nyugat-Virginiához tartozó szakaszon kívül a Potomac északi ága Marylandhez tartozik, a túlparton az alacsony vízállást jelző jelig. A Potomac déli ága teljes egészében Nyugat-Virginiához tartozik, a Virginiában elnyúló forrásvidéket kivéve.
A folyó átlagos vízhozama 702 m³/másodperc. A feljegyzett legnagyobb vízhozamot, 4170 m³/másodpercet 1967-ben, Washingtonban mérték, a legalacsonyabb mért vízhozam 83 m³/másodperc volt (2002-ben).

## Története

### Hagyomány

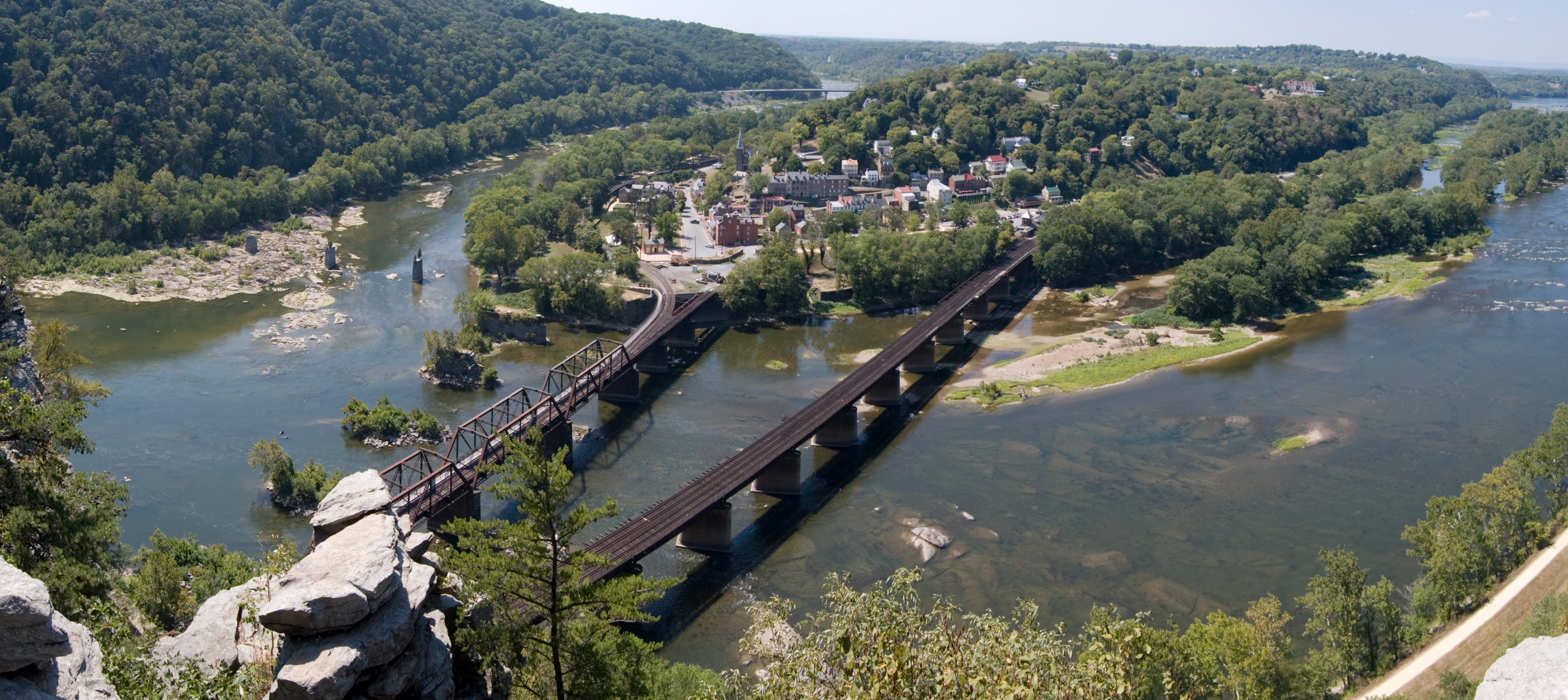
Harpers Ferry. Balra a Shenandoah, jobbra a Potomac

A Potomac a hozzá kötődő gazdag amerikai történelmi hagyomány miatt kapta „a Nemzet Folyója” nevet. George Washington – az első az Egyesült Államok elnökeinek sorában – a Potomac medencéjében született, és itt töltötte élete javát. A folyó vízgyűjtőjében helyezkedik el Washington, az USA fővárosa.
A Potomac és a beleömlő Shenandoah találkozásánál van Harpers Ferry, amelynek fegyverraktára ellen 1859-ben John Brown támadást intézett, hogy rabszolgafelszabadító felkelést indíthasson el. Ez volt a bevezetője az amerikai polgárháború legendás csatáinak, amelyeket a Potomac és mellékfolyói környékén vívtak. A déli Robert E. Lee tábornok kétszer is átkelt a folyón, az északi fővárost, Washingtont fenyegetve, és ezek a hadjáratok az antietami és gettysburgi csatában érték el csúcspontjukat.

## Politikai választóvonal

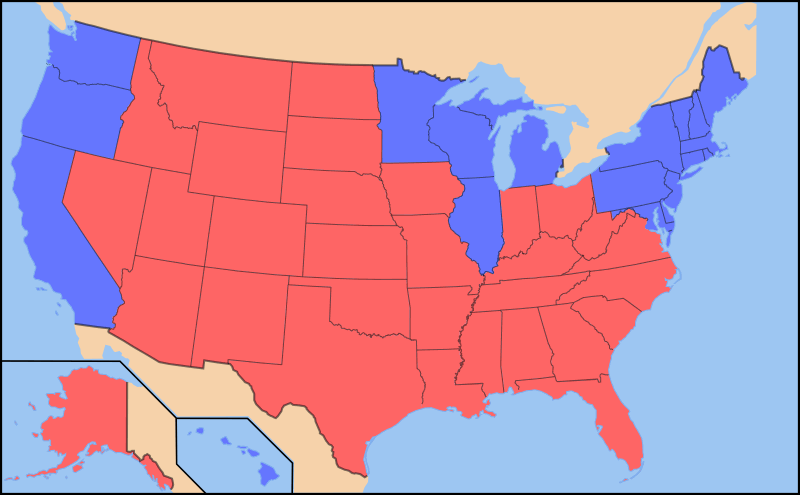
A 2004-es amerikai választási térkép államok szerint

Sok elemző politikai választóvonalnak is tartja a Potomacet, legalább az amerikai történelem legutóbbi szakaszát tekintve. Ahogy a 19. században a Mason–Dixon-vonal választotta el egymástól az Észak-Egyesült Államokat a Dél-Egyesült Államoktól, úgy a 21. században a Potomac lehet a vízválasztó a kék államok–vörös államok (azaz a többségében a Demokrata Pártra, illetve a Republikánus Pártra szavazó államok) között. 2000 óta a folyó a demokrata Maryland és a republikánus Virginia közti politikai határ szimbóluma. 2006 óta a keleti parton nincs vörös állam a Potomac felett és nincs kék állam a Potomac alatt a térképeken. 2000 óta az elnökválasztásokon Nyugat-Virginia többségében a republikánus jelöltre szavaz, ami ritka a hagyományában demokrata állam történetében.
Mindenesetre politikai választóvonalként a folyó legalábbis egyelőre nem tett szert a Mason–Dixon-vonalhoz hasonló szimbolikus jelentőségre, mert az ezt erősítő fejlemények még frissek és nem tekintik őket örök érvényűnek.

## Jogviták

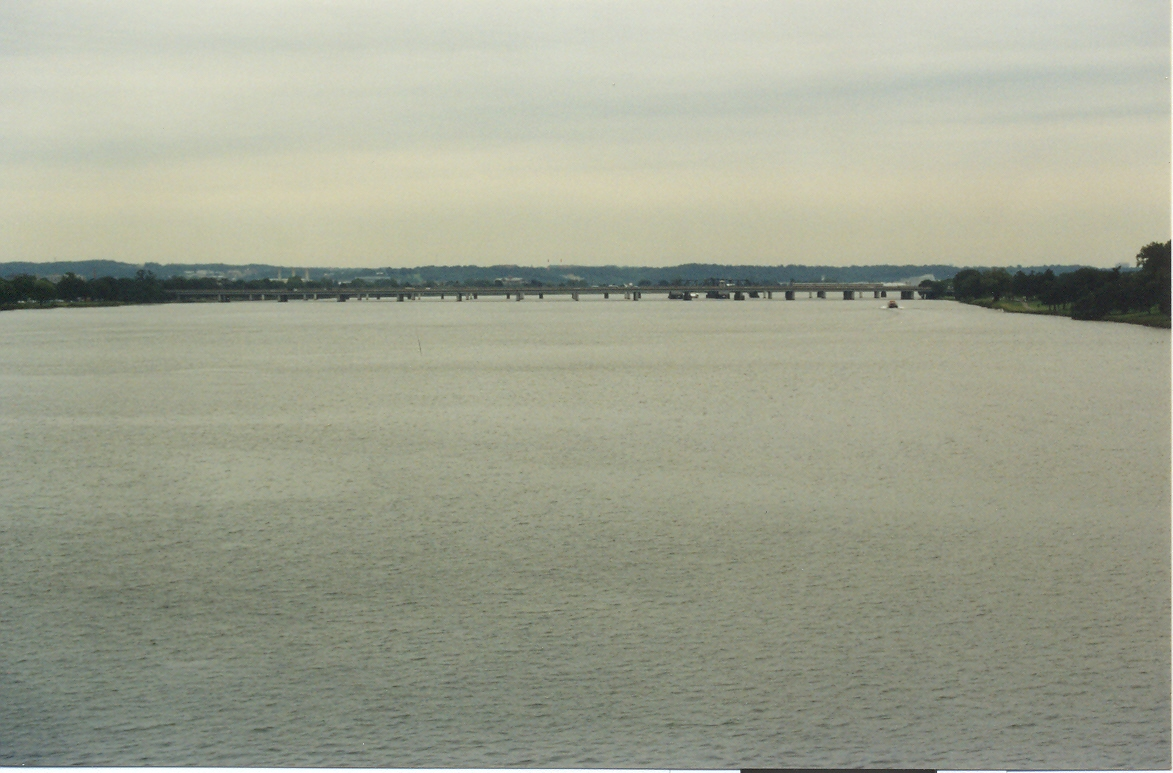
A Potomac a virginiai Arlington megye közelében.

A Potomac és északi ága birtokán Maryland és Virginia államok már négyszáz éve vitáznak, mivel gyarmati alapító okirataik mindkét államnak odaadományozták a teljes folyót és nem csak a felét, ahogy egyébként határfolyóknál szokás. 1776-os első állami alkotmányában Virginia feladta igényét a teljes folyó birtoklására, de fenntartotta az igényt a folyó szabad használatára, Maryland azonban ezt vitatta. Mindkét fél elfogadta az 1785-ös egyezményt és az 1877-es Black-Jenkins admományozást, amelyek szerint a teljes folyó Marylandé a virginiai oldalon lévő sekély víz jelzésig, ugyanakkor Virginia teljes ripári jogokat kap, kivéve a hajózás akadályozásának jogát.
1957 és 1996 között a marylandi környezetvédelmi hatóság rutinszerűen engedélyezte a virginiaiak számára a folyó használatát, de 1996-ban visszautasította a Fairfax megyei vízügyi hatóság kérelmét egy víznyelő létrehozására 220 méternyire a parttól, arra hivatkozva, hogy Virginiának ez a terjeszkedése sérthetné Maryland érdekeit. Miután Virginia a marylandi fellebbviteli fórumokon éveken keresztül hiába tiltakozott, 2000-ben a Legfelsőbb Bíróság elé vitte az ügyet, amely döntési joggal bír az államok közti vitákban. Maryland azzal érvelt, hogy Virginia elvesztette ripári jogait azzal, hogy 1933 óta aláveti magát a marylandi hatóság engedélyezési eljárásainak. A Legfelsőbb Bíróság kinevezte szakértő azt javasolta, hogy az 1785-ös egyezmény és az 1877-es adományozás szövege alapján Virginia javára döntsenek. A Bíróság 2003. december 9-én 7-2 arányban így is döntött.